# Sabzia graminaria
Sabzia graminaria — вид метеликів родини п'ядунів (Geometridae).

## Назва
Назва роду Sabzia походить від перського слова «Sabz», що означає «зелений», і відноситься до кольору крил типового виду Sabzia graminaria.

## Поширення
Ендемік Ірану. Поширений лише на півдні країни.

## Опис
Розмах крил — 24-32 мм у самців, 22-27 мм у самиць. Вусики дорсально лускаті, у самців і самців двосторонні, гілки коротші у самиць (найдовша гілка приблизно 1 мм у самців, 0,25 мм у самиць). Лоб плоский, лускатий, червонувато-коричневий. Довжина губного щупа на проекції збоку приблизно дорівнює діаметру ока. Грудна клітка трав'янисто-зелена. Крила трав'янисто-зелені, без поперечних ліній і дискових плям. Переднє крило більш щільне та трохи темніше за кольором, ніж задні крила, коста — бежева.